# Naissance en 1296
Naissance
- 1292
- 1293
- 1294
- 1295
- 1296
- 1297
- 1298
- 1299
- 1300

Cette page dresse une liste de personnalités nées au cours de l'année 1296 :
- 21 février : Marguerite de Bohême, duchesse consort de Wrocław.
- 6 juin : Ladislas, duc de Legnica.
- 10 août : Jean Ier de Bohême ou Jean de Luxembourg, roi de Bohême, comte de Luxembourg et roi titulaire de Pologne.
- 24 décembre : Opicinus de Canistris, prêtre, écrivain et artiste italien.

- Marjorie Bruce, ou Marjorie de Brus, princesse écossaise.
- Henri Dauphin, ou Henri de la Tour du Pin, 68e évêque de Metz.
- Jacques d'Aragon (moine), Infant d'Aragon.
- Sasaki Takauji, ou Sasaki Dôyo, général japonais.
- Tang Di, peintre chinois.
- Walter Stuart (6e grand sénéchal d'Écosse).
- Yang Weizhen, peintre, calligraphe et poète chinois.

date incertaine (vers 1296)
- Blanche de Bourgogne, reine de France et reine consort de Navarre.
- Catherine de Savoie, comtesse de Savoie.
- Shi Nai'an, écrivain chinois.
- Tamagusuku, roi des îles Ryūkyū.

## Crédit d'auteurs
- Cet article est partiellement ou en totalité issu de l'article intitulé « 1296 » (voir la liste des auteurs).